# سد الكعدة
سد الكعدة هو أحد السدود المائية على واد بوفكران شمال المملكة المغربية. يتواجد سد الكعدة على الحدود الشرقية لمدينة فاس بعمالة فاس و يضم حقينة مائية ب 350.000 متر مكعب.